# Nederlands jongleerfestival
Het Nederlands jongleerfestival is een festival dat jaarlijks tijdens het Hemelvaartsweekend in telkens weer een andere plaats in Nederland wordt georganiseerd. Jaarlijks komen honderden jongleurs uit Nederland en omliggende landen samen om vier dagen lang te jongleren. Er worden workshops gegeven in verschillende disciplines, parades georganiseerd, games gehouden en natuurlijk shows georganiseerd. De organisatie is elk jaar in handen van iemand anders.

## Geschiedenis
In 1989 werd in Maastricht het Europees Jongleerfestival georganiseerd. Aangezien dit werd gezien als een succes, werd het jaar erna de eerste versie van een nationaal jongleerfestival opgezet. Dit werd het Nederlands Jongleerfestival of kortweg NJF. Er is veel veranderd sindsdien. Van 70 deelnemers in Zwolle tot meer dan 600 deelnemers in Oudenbosch. Ook het niveau is aanzienlijk gestegen. Een vijf ballen-competitie was in Zwolle nog niet denkbaar, de laatste jaren is het een standaard onderdeel. Het idee achter het festival, het doel, en de sfeer zijn echter nog altijd hetzelfde. Het festival is op diverse plekken in Nederland gehouden.

## Lijst van NJF's
| No. | Locatie            | Jaar | Aantal bezoekers |
| --- | ------------------ | ---- | ---------------- |
| 1   | Zwolle             | 1990 | 70               |
| 2   | Delft              | 1992 | 167              |
| 3   | Amsterdam          | 1993 | 284              |
| 4   | Utrecht            | 1994 | 217              |
| 5   | Nijmegen           | 1995 | 250              |
| 6   | Tilburg            | 1996 | 319              |
| 7   | Groningen          | 1997 | 273              |
| 8   | Veldhoven          | 1998 | 450              |
| 9   | Boxtel             | 1999 | 340              |
| 10  | Groesbeek          | 2000 | 350              |
| 11  | Lisse              | 2001 | 400              |
| 12  | Amsterdam          | 2002 | 400              |
| 13  | Eindhoven          | 2003 | 320              |
| 14  | Pijnacker          | 2004 | 750              |
| 15  | Groesbeek          | 2005 | -                |
| 16  | Groesbeek          | 2006 | 385              |
| 17  | Schiermonnikoog    | 2007 | 400              |
| 18  | Heerlen            | 2008 | 250              |
| 19  | Houten             | 2009 | 450              |
| 20  | Vlaardingen        | 2010 | 600              |
| 21  | Enschede           | 2011 | 350              |
| 22  | Nijmegen           | 2012 | 341              |
| 23  | Houten             | 2013 | 450              |
| 24  | Meerssen           | 2014 | 548              |
| 25  | Oudenbosch         | 2015 | 624              |
| 26  | Arnhem             | 2016 | 366              |
| 27  | Goirle             | 2017 | 548              |
| 28  | Amersfoort         | 2018 | 542              |
| 29  | Purmerend          | 2019 | 314              |
| -   | Goes               | 2020 | -                |
| -   | - online -         | 2021 | 189              |
| 30  | Wijk bij Duurstede | 2022 | 472              |
| 31  | Goes               | 2023 | 392              |
| 32  | Wijchen            | 2024 | 460              |

## Hoe ziet zo'n festival er ongeveer uit
Het accent van het festival ligt op gezamenlijk jongleren; vier dagen lang verblijven jongleurs op een locatie waar allerlei aan het jongleren gerelateerde activiteiten plaatsvinden. Alle deelnemers van het festival logeren op de camping, er is een sporthal waar geoefend kan worden en er zijn tenten waar elke avond shows worden gegeven. Overdag worden er workshops georganiseerd in allerlei technieken, soms theoretisch vaak praktisch. Het aanbod kan variëren van het onderricht in wiskundige formules bij jongleren tot het oefenen in het  overgooien met zeven kegels of het vertonen van videopresentaties van oude jongleurs. 
Zowel beginners als gevorderden zijn welkom.

## Overige festivals
Naast het NJF zijn er nog meer festivals door heel Europa, en zelfs wereldwijd. De kroon wordt gespannen door het Europees jongleerfestival (Engels: European Juggling Convention). Met duizenden jongleurs is dit het grootste festival ter wereld. Het EJC is een jaarlijks terugkerend evenement en wordt elk jaar weer ergens anders in Europa gehouden. Het is als het ware een stad, die elk jaar weer ergens anders herrijst. Het EJC heeft o.a. in Maastricht (eerste in Nederland), Rotterdam, en in 2016 in Almere plaatsgevonden. In 2025 komt het EJC voor de vierde keer naar Nederland, het wordt gehouden in Sportcentrum Papendal in Arnhem.